# جيمس كلوفر
جيمس كلوفر (بالإنجليزية: James Clover)‏ هو نحات أمريكي، ولد في 1938.